# Reloj Monumental de Tecozautla
El Reloj Monumental de Tecozautla también denominado Torreón de Tecozautla; es un reloj de torre, ubicado en medio de la Plaza Revolución de la ciudad de Tecozautla, estado de Hidalgo, México.
La edificación inició el 15 de septiembre de 1904 y estuvo a cargo del ingeniero Jesús Manzano. Se utilizaron bloques de cantera trasportados en recuas de burros, cada uno de estos bloques fue labrado por artesanos de la comunidad de San Francisco.
La torre está hecha de mampostería de piedra braza, chapeada en cantera multicolor y se le adornó con un águila porfirista. Sus columnas, capiteles y basamentos corresponden a los estilos jónico y dórico.
Para 1910 sólo se habían concluido tres de los cuatro cuerpos de la torre, cuya terminación se concluyó hasta 1921 a causa de los disturbios provocados por la Revolución Mexicana.